# Jenny Liese
Eugenie Maria Johanna „Jenny“ Liese (geborene Schömig; * 1. Jänner 1889 in Wien; † 17. Juli 1971 ebenda) war eine österreichische Operettensängerin und Schauspielerin.

## Leben und Wirken
Die Tochter des Musikschulinhabers Gustav Schömig und der Zitherlehrerin Maria Unterberger debütierte 1907 als Jenny Schömig am Stadttheater Plauen, wechselte anschließend nach Brandenburg an der Havel (1910/11) sowie ans Magdeburger Wilhelm-Theater (1911/12) und setzte ihre Karriere sodann am Schauspielhaus Breslau fort. In den Jahren des Ersten Weltkriegs war sie in Chemnitz (1914/15) und Bremen (1915/16) beschäftigt. Hierauf verbrachte sie einige Jahre in Coburg, ehe sie 1920 ans Stettiner Bellevue-Theater und 1921 ans Operettentheater Duisburg engagiert wurde. Weitere Stationen ihres Wirkens wurden Wiesbaden, Frankfurt am Main, Düsseldorf, Köln, das Operettentheater Aachen (wo sie auch die stellvertretende Direktion innehatte und 1939 den Theaterdirektor Ferdinand Liese heiratete) und schließlich wieder ihre Geburtsstadt Wien.
Hier absolvierte Jenny Liese 1941 im Alter von 52 Jahren ihr Leinwanddebüt in Hans Thimigs Verfilmung des Lebens von Ferdinand Raimund, Brüderlein fein. In den folgenden Jahren etablierte sie sich beim reichsdeutschen und österreichischen Film als Darstellerin von Nebenrollen und konnte ihre Laufbahn auch in der Filmindustrie der Nachkriegszeit fortsetzen. Mehrmals spielte sie an der Seite ihrer Cousine Marte Harell.
Seit 1959 verwitwet und zuletzt im Badener Künstlerheim wohnhaft, starb Jenny Liese 1971 im Privatspital für Nervenkranke in Oberdöbling und wurde im Familiengrab auf dem Hietzinger Friedhof beigesetzt.

## Filmographie
- 1941: Brüderlein fein
- 1942: Symphonie eines Lebens
- 1942: Sommerliebe
- 1943: Gabriele Dambrone
- 1943: Schwarz auf Weiß
- 1943/44: Schrammeln
- 1944: Hundstage
- 1944/48: Ulli und Marei
- 1947: Die Welt dreht sich verkehrt
- 1947: Seine einzige Liebe
- 1948: Der Engel mit der Posaune[5]
- 1948: Der himmlische Walzer
- 1950: Großstadtnacht
- 1953: Ich und meine Frau
- 1955: Seine Tochter ist der Peter
- 1957: Scherben bringen Glück
- 1957: Die Lindenwirtin vom Donaustrand
- 1958: Auch Männer sind keine Engel (Wiener Luft)
- 1959: Die unvollkommene Ehe
- 1960: Das Spiel vom lieben Augustin (Fernsehfilm)